# Blockheads (Band)
Blockheads ist eine französische Grindcore-Band aus Nancy, die im Jahr 1989 gegründet wurde.

## Geschichte
Die Band wurde im Jahr 1989 vom Sänger Xavier „Xav“ Chevalier, dem Gitarristen Ben, dem Bassisten Xaxa und dem Schlagzeuger Oli gegründet. Kurze Zeit später kam Pierre als zweiter Gitarrist zur Besetzung, der die Band jedoch 1991 wieder verließ und durch Fred ersetzt wurde. Als Nächstes verließ Xaxa die Besetzung und wurde durch Bruno ersetzt. In dieser Besetzung nahm die das Demo Haashaastaak auf. Nach dem Aufnahmen kam Benoit als neuer Schlagzeuger hinzu. 1994 schlossen sich Auftritte zusammen mit Loudblast und Carcass in Nancy an. Im Folgejahr erschien das Debütalbum Last Tribes bei dem bandeigenen Label Blockheads Tribe. Der Veröffentlichung folgten weitere Konzerte. In der Folgezeit verließen Benoit, Fred und Ben die Band und als neue Mitglieder stießen der Gitarrist Ludo, der Bassist Payot und der Schlagzeuger Nico zur Besetzung. Durch die Konzerte und durch das Album konnte die Gruppe ihre Bekanntheit steigern, ehe 1997 eine Split-Veröffentlichung zusammen mit Mastic Scum erschien. Zur selben Zeit spielte Blockheads zudem Auftritte zusammen mit der schweizerischen Band Nostromo. Beide Bands freundeten sich schon bald an, woraus später im Jahr 2002 eine Split-Veröffentlichung resultieren sollte, die bei Molar Records und Shogun Records erschien. Hierauf coverte die Bands auch jeweils ein Lied voneinander. Zudem trat die Band zusammen mit Obituary, Soulfly, Knut, Inhumate, Deranged und Krisiun auf. Nach mehreren Besetzungswechseln erschien ein zweites Album in Eigenveröffentlichung unter dem Namen Watch Out. Danach wurde der Gitarrist Ludo durch Antoine ersetzt. Im Jahr 2000 unterzeichnete die Band einen Vertrag bei Bones Brigades Records. Hierüber erschien die Kompilation From Womb to Genocide, die aus den ersten beiden Alben bestand. Bei demselben Label erschien 2002 das dritte Album Human Parade, wonach Raph als neuer Bassist zur Besetzung kam. Es folgten diverse Auftritte bei Konzerten und Festivals. Am Beginn des neuen Jahrtausends lernte die Band zudem Overcome Records, wodurch Blockheads zusammen mit Napalm Death und Nasum spielen konnte. 2002 spielte die Band auf dem Fuck the Commerce und 2003 auf dem Fury Fest. Zudem spielte sie Konzerte zusammen mit Nasum, Converge, Napalm Death, Extreme Noise Terror, The Dillinger Escape Plan und Cephalic Carnage.
Im Jahr 2006 erschien das vierte Album unter dem Namen Shapes of Misery, das im LB Lab Studio unter der Leitung des Loudblast-Gitarristen Stéphane Buriez aufgenommen worden war. Nach einem Auftritt auf dem Obscene Extreme folgte eine Tour zusammen mit Mumakil. Im Jahr 2008 erschien zudem auch eine Split-Veröffentlichung mit beiden Bands bei dem Label Bones Brigades Records. Zudem wurde bei diesem Label Shapes of Misery wiederveröffentlicht, da Overcome Records mittlerweile Bankrott anmelden musste. Die Vinyl-Version erschien 2009 bei Up-To-Eleven Records, einem Label, das einem der Gitarristen gehörte. Die Band nahm an Tribute-Alben für Nasum und Repulsion teil und es folgten weitere Konzerte zusammen mit Brutal Truth, Ingrowing, Skitsystem, Yacøpsæ und Sayyadina. Im Sommer 2009 die spielte die Gruppe auf dem Hellfest. Nach einigen Besetzungswechseln, die das Erscheinen eines nächsten Albums verzögerten, erschien im Jahr 2010 die DVD Grindcore Overdose, die zwei Konzerte der Band enthielt. Im selben Jahr wurde über Relapse Records die Split-Veröffentlichung mit Mumakil als Vinyl wiederveröffentlicht. 2011 hielt die Band weniger Konzerte ab, um sich auf die Arbeiten zum fünften Alben zu konzentrieren. Die Aufnahmen für This World Is Dead fanden in der zweiten Hälfte von 2011 in Genf unter der Leitung von Jérôme Pellegrini von Mumakil statt. 2012 spielte die Band erneut auf dem Obscene Extreme. Das Album erschien 2013 bei Relapse Records. Mittlerweile bestand die Band aus dem Sänger Chavalier, dem Gitarristen Fred, dem Bassisten Erik und dem Schlagzeuger Nico. Im Jahr 2014 war die Band wieder auf dem Hellfest zu sehen.

## Stil
Laut der Bandbiografie auf relapase.com wurde die Band anfangs durch Gruppen wie Napalm Death, Carcass, Bolt Thrower und Godflesh beeinflusst. laut.de bezeichnete die Musik der Band als „deftigsten Grindcore“. Laut Thomas Strater vom Metal Hammer spielt die Band auf This World Is Dead klassischen schnellen Grindcore, der nur wenige groovende Pausen biete. In ihren Texten behandele die Band ernste Themen, sodass das Album mit From Enslavement to Obliteration vergleichbar sei. Im Interview mit Ollie Fröhlich vom Ox-Fanzine gab Erik an, dass „die systematische Ausbeutung von Menschen und Naturschätzen für den schnellen Profit“ ein durchgehendes Thema in den Liedtexten ist. Zudem spreche man „die modernen Methoden der Massenmanipulation an, die von diesen Schäden ablenken sollen“. Man versuche dabei nicht zu predigen, sondern ein Bewusstsein zu schaffen. Zwei Ausgaben zuvor hatte Fröhlich This World Is Dead rezensiert. Er gab an, dass das Album aus 24 kurzen Liedern und einem siebenmenütigen Doom-Metal-artigen Lied besteht. Er ordnete die Band dem Oldschool-Grindcore zu.

## Diskografie
- Haashaastaak (Demo, 1993, Eigenveröffentlichung)
- Last Tribes (Album, 1995, Blockheads Tribe)
- Fear / Blockheads (Split mit Mastic Scum, 1997, Stuhlgang Records)
- Watch Out (Album, 1998, Eigenveröffentlichung)
- From Womb to Genocide (Kompilation, 2000, Bones Brigade Records)
- Human Parade (Album, 2002, Bones Brigade Records)
- Blockheads / Nostromo (Split mit Nostromo, 2002, Shogun Records/Molar Records)
- Shapes of Misery (Album, 2006, Overcome Records)
- Mumakil / Blockheads / Inside Conflict (Split mit Mumakil und Inside Conflict, 2006, Overcome Records)
- Blind (Split mit Mumakil, 2008, Bones Brigade Records)
- Grindcore Overdose (DVD, 2010, Eigenveröffentlichung)
- This World Is Dead (Album, 2013, Relapse Records)